# 城戸芳彦
城戸 芳彦（きど よしひこ、1900年12月20日 - 1973年6月18日）は、日本の弁護士。最高裁判所判事。福岡県出身。

## 概要
1924年（大正13年）に日本大学商科を卒業。法律評論社に入社したが、サラリーマン生活が嫌で同年12月に高等文官試験司法科を受験して合格し、1925年（大正14年）5月に弁護士になり、同時に同社を退社した。
著作権に興味を持ち、弁護士になって間もなく大日本作曲家協会の法律顧問となり、戦後の1947年（昭和22年）3月から1963年（昭和38年）まで日本音楽著作権協会法律顧問を務めた。1950年（昭和25年）10月に著作権法の改訂の際に、城戸試案をまとめた。1951年（昭和26年）12月に「著作権法研究と音楽著作権」の学位論文で法学博士。
1963年（昭和38年）同年5月下旬に空席となる最高裁判事の後任に中垣國男法務大臣が最高裁事務総局と日弁連の首脳と会談して、城戸の就任を決定した。しかし、同年6月3日に横田喜三郎最高裁長官が緊急最高裁裁判官会議を招集し、城戸がある政界有力者の紛争代理人として財産返還請求書を内容証明で送ったとして「最高裁判事になるにふさわしくない事実」として出席裁判官の同意を経た上で中垣法務大臣に再考を求めた。最高裁のこの動きについて、政府側が事実関係を調べたところ、弁護士の正当な活動と判断して、最高裁の指摘はあたらないとして、城戸は同年6月6日に最高裁判所判事に就任した。
1970年（昭和45年）12月に定年退官。1973年（昭和48年）6月18日に東京・文京区本郷の自宅で腸がんにより72歳で死去。